# Podsavezna nogometna liga NP Karlovac 1959./60.
| Mj. | Klub                         | Sus.                  | Pobj.                 | Ner.                  | Por.                  | GR.                   | Bod.                  |
| --- | ---------------------------- | --------------------- | --------------------- | --------------------- | --------------------- | --------------------- | --------------------- |
| 1.  | NK Korana Turanj             | 12                    | 10                    | 2                     | 0                     | 45:9                  | 22                    |
| 2.  | NK Vatrogasac Gornje Mekušje | 12                    | 7                     | 0                     | 5                     | 33:20                 | 14                    |
| 3.  | NK Jedinstvo Vrginmost       | 12                    | 5                     | 4                     | 3                     | 28:23                 | 14                    |
| 4.  | NK Mladost Rečica            | 12                    | 4                     | 3                     | 5                     | 25:26                 | 11                    |
| 5.  | NK Kamensko                  | 12                    | 5                     | 1                     | 6                     | 15:21                 | 11                    |
| 6.  | ONK Švarča                   | 12                    | 3                     | 3                     | 6                     | 21:30                 | 9                     |
| 7.  | NK Omladinac Draganić        | 12                    | 1                     | 1                     | 10                    | 9:47                  | 3                     |
| 8.  | SD Ozalj                     | odustao od natjecanja | odustao od natjecanja | odustao od natjecanja | odustao od natjecanja | odustao od natjecanja | odustao od natjecanja |
| 9.  | NK Radnički Slunj            | odustao od natjecanja | odustao od natjecanja | odustao od natjecanja | odustao od natjecanja | odustao od natjecanja | odustao od natjecanja |

## Unutrašnje poveznice
- Zona Karlovac – Sisak 1959./60.